# Papaver atlanticum
Papaver rupifragum var. atlanticum là một loài thực vật có hoa trong họ Anh túc. Loài này được Coss. mô tả khoa học đầu tiên năm 1882.

## Hình ảnh

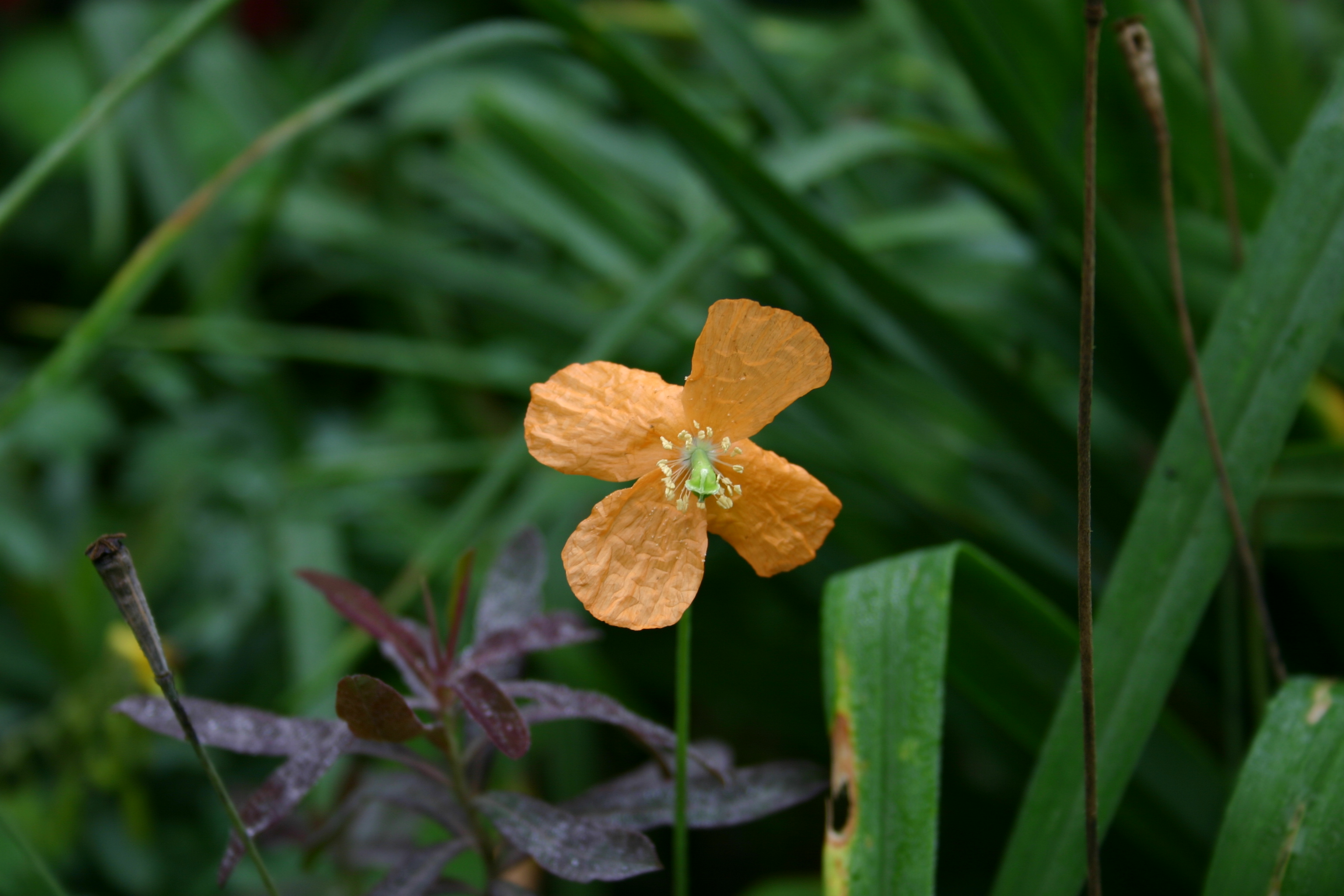
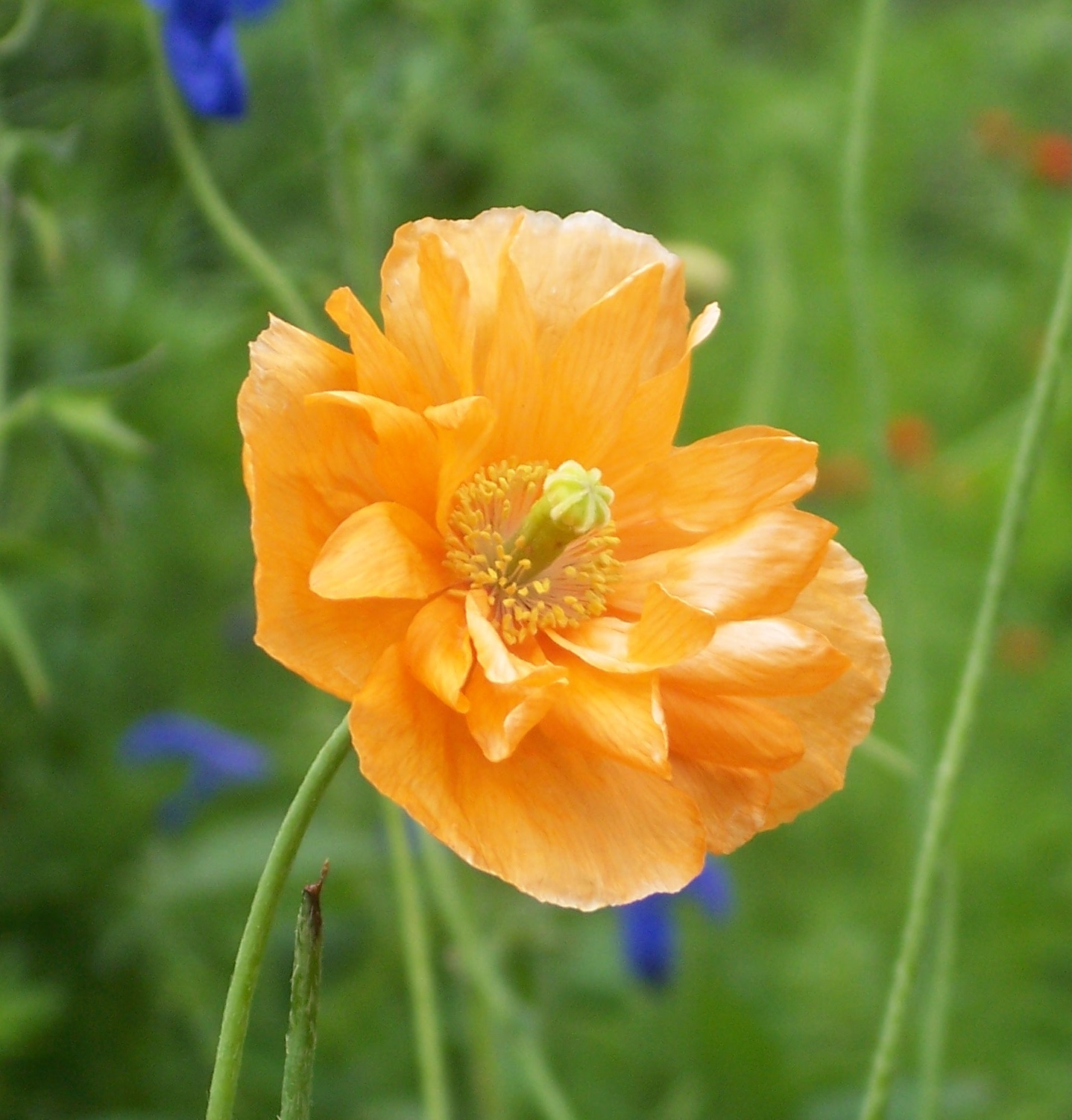
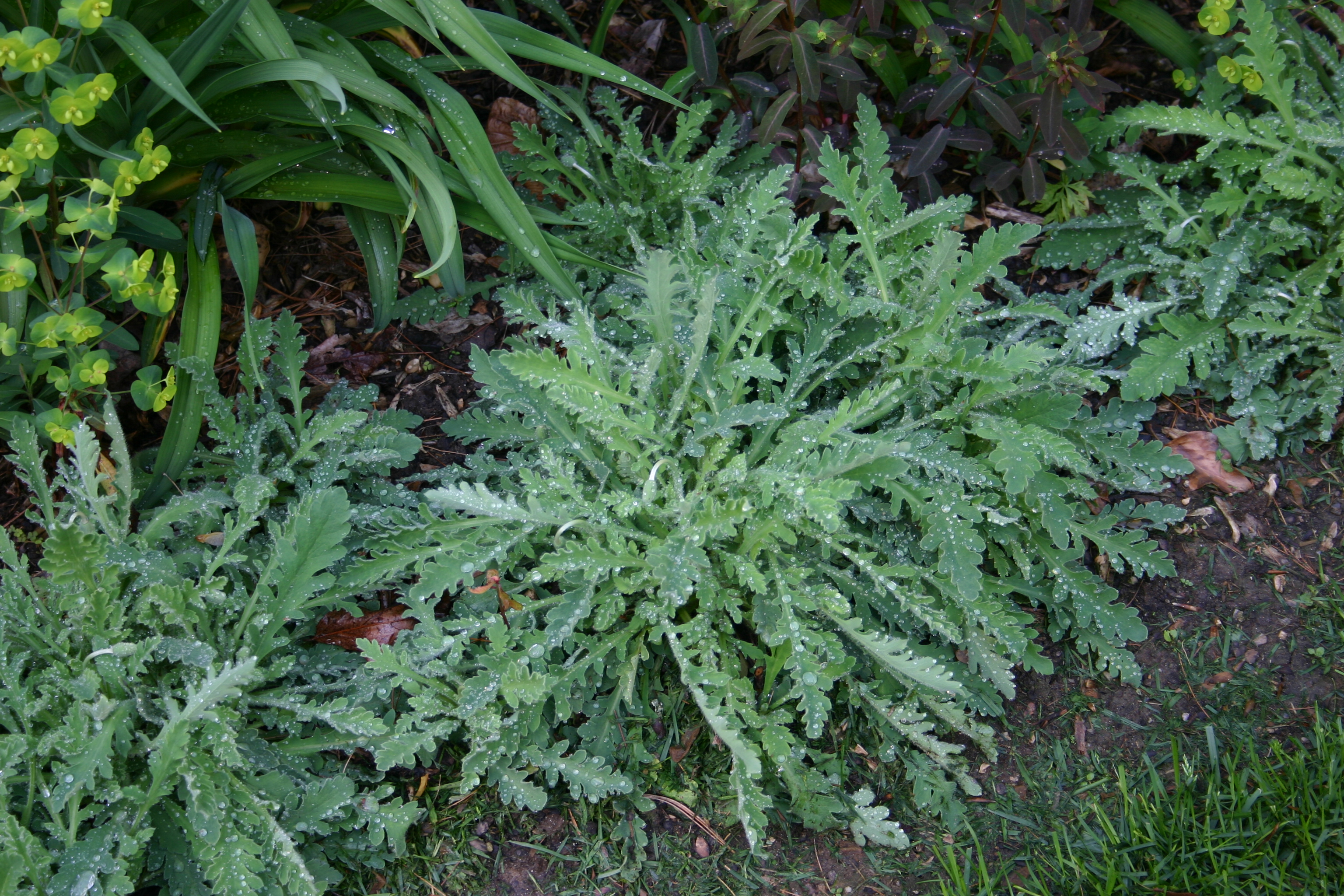
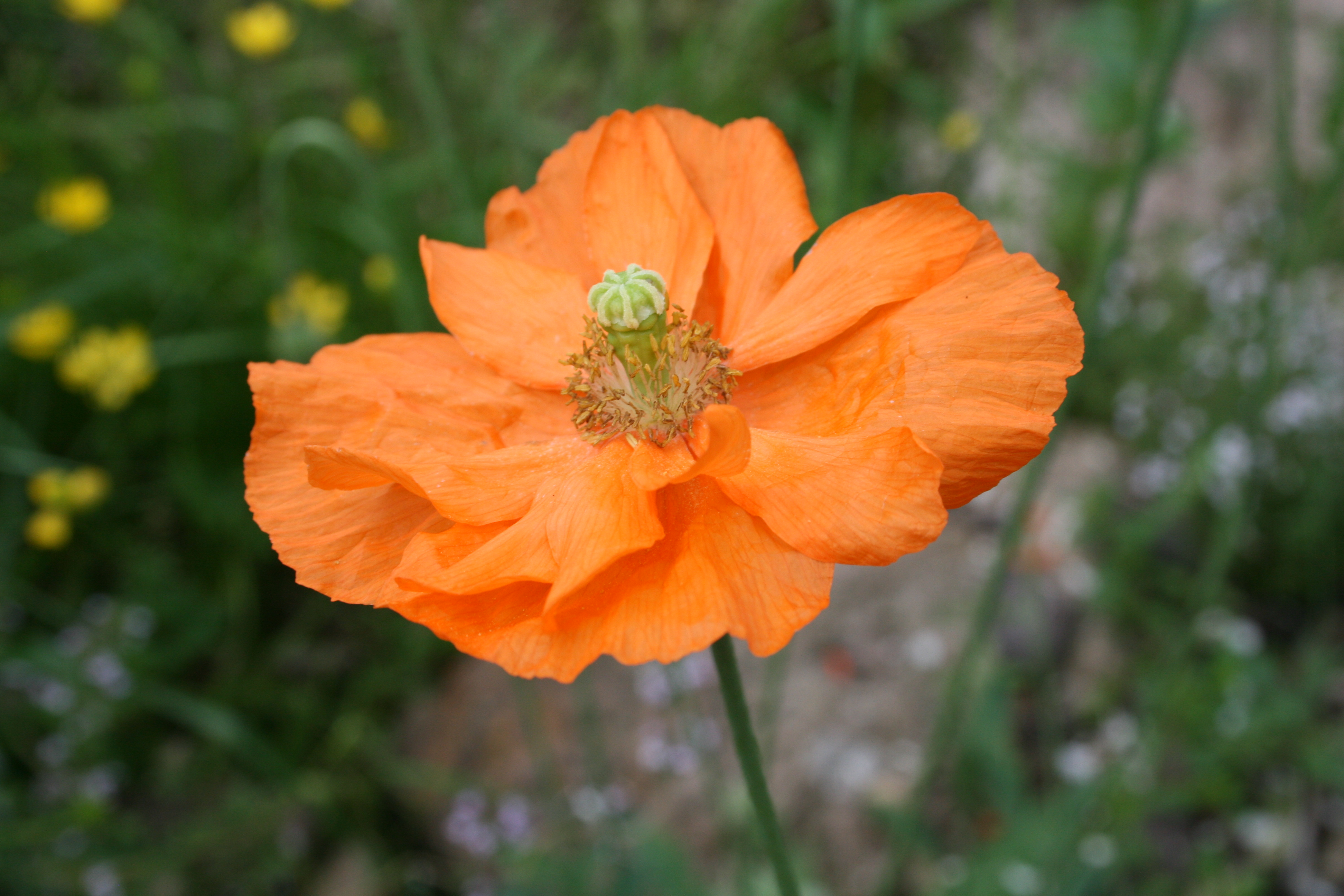
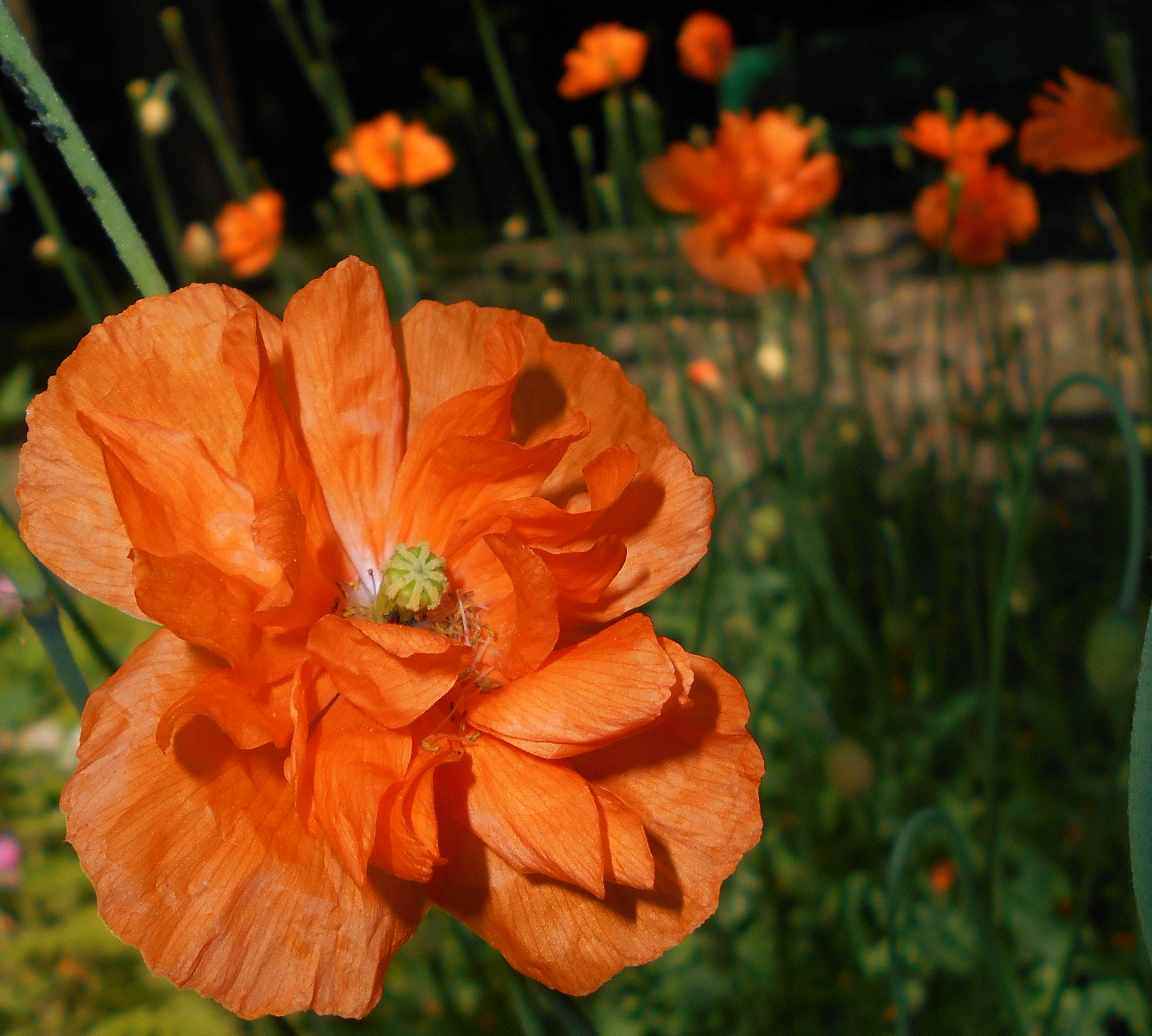